# فردریک کانستانت
فردریک کانستانت (انگلیسی: Frédérique Constant) شرکت ساعت‌سازی سوئیسی است، که در سال ۱۹۸۸ تأسیس شد و هم‌اکنون زیرمجموعه‌ای از شرکت سیتیزن می‌باشد.
آلتا بکس و پیتر استاس اولین مجموعه خود را در 1992 روانه بازار کردند، این مجموعه دارای 6 مدل بود که از اتصالات سوییسی استفاده می‌کردند و توسط یک ساعت‌ساز در ژنو مونتاژ شده بودند.
در طراحی ساعت‌ها تاکید زیادی می‌شود که مطابق با مد و ترجیحات مشتری باشند. فردریک کنستانت از نرم‌افزار کامپیوتری بریدن لبه و در اصل نرم افزار طراحی به کمک رایانه استفاده می‌کند که پروسه طراحی و توسعه ساعت بهتر انجام شود.
ماموریت فردریک کنستانت این نیست که تنها گروه خاصی از افراد به ساعت‌هایش علاقمند شوند، بلکه این است که طیف گسترده‌تری از علاقمندان که می‌خواهند از کیفیت بالای ساعت‌های کلاسیک با قیمت‌های معقول لذت ببرند را داشته باشند. فردریک کنستانت اولین بار در نمایشگاه جهانی  ساعت، جواهر و ساعت مچی در سال 1995 در باسل، به نمایش گذاشته شد. همچنان که شرکت پیشرفت کرد، آلتا باکس و پیتر استاس هریک تصمیم گرفتند که به ژنو بروند که این برند را در قلب پایتخت ساخت ساعت توسعه دهند. 

### میراث
در قرن 18، ژنو به عنوان مرکز اصلی خلق و تولید ساعت‌های خوب شناخته شد. از آن زمان، ساعت‌سازان ژنوی به قله‌های بی‌نظیری از هنر هوررولوژی رسیده‌اند. اولین استفاده کنندگان از ساعت منجمانی بودند که مسئول مهم‌ترین ابداعات بودند:ساعت آونگی و ساعت تعادل بهار.

### کارخانه
کارخانه جدید فردریک کنستانت 3200 مترمربع است که در 4 طبقه قرار گرفته و یک محیط کار جذاب در بخش‌های تولید قطعات حرکت، مونتاژ کالیبر، مونتاژ ساعت و کنترل کیفیت گسترده فراهم کرده است. ماشین‌های کنترل شده عددی که از آخرین نسل خود هستند در آتلیه بزرگی در زیرزمین قرار دارند، که کلیه قطعات ساخت در آن آتلیه متمرکز شده‌اند. میزان قدرت ساعت، مونتاژ ساعت و کنترل کیفیت هنر ساعت در درجه اول در اولین طبفه ساختمان جدید این برند انجام می‌شوند. این ساختمان همچنین دفتر مرکزی بین‌المللی این برند است.

### شیشه‌های از جنس یاقوت
یکی از نکاتی که در ساعت‌های فردریک کنستانت به چشم می‌خورد استفاده از شیشه‌های با جنس یاقوت است. بسیاری از افراد با شنیدن نام یاقوت به یاد رنگ‌های قرمز، کبود یا زرد می‌افتند. اما اینها تنها رنگ‌های یاقوت نیستند. یاقوت سفید را هم می‌توان با دادن حرارت به یاقوت‌های زرد، صورتی یا قهوه‌ای بدست آورد. علاوه بر این یاقوت سفید طبیعی نیز وجود دارد. اگرچه یاقوت سفید طبیعی کمیاب است و به همین دلیل گران‌تر نیز هست.